# Dynín
Dynín är en ort i Tjeckien.   Den ligger i regionen Södra Böhmen, i den centrala delen av landet, 110 km söder om huvudstaden Prag. Dynín ligger 425 meter över havet och antalet invånare är 318.
Terrängen runt Dynín är platt. Runt Dynín är det ganska glesbefolkat, med 34 invånare per kvadratkilometer. Närmaste större samhälle är Třeboň, 18,0 km sydost om Dynín. I omgivningarna runt Dynín växer i huvudsak blandskog.